# دبوره

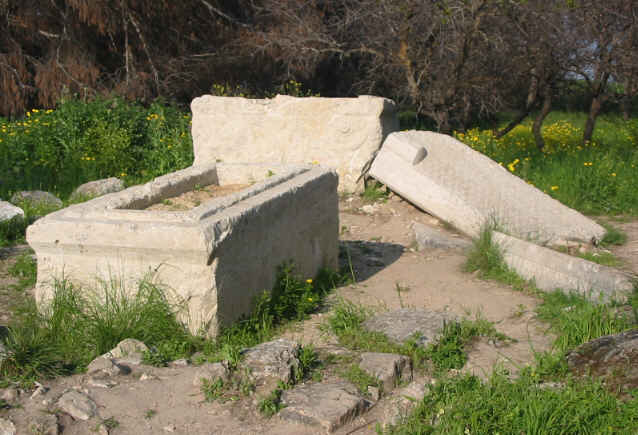
قبری در نزدیکی تل‌قادش منسوب به باراق یا دبوره

دبوره یا دِوُرا (در عبری:דְּבוֹרָה، به معنی زنبور عسل) از زنان عهد عتیق و چهارمین داور طوایف بنی‌اسرائیل قبل از پادشاهی داوود بود که از قبیله افرایم در غرب اردن به داوری برگزیده شد. دبوره جهت داوری زیر نخل دبوره در میان رامه و بیت‌ایل می‌نشست و مردم یا رؤسای اسباط بنی‌اسرائیل به آن‌جا می‌آمدند تا دبوره اختلافاتشان را داوری نماید. او را مادر اسرائیل و پیامبر زنان نامیده‌اند. او قوم یهود را از ستم یابین پادشاه کنعان آزاد ساخت. دبوره، باراق پسر ابینعام را به فرماندهی سپاه خود برگزید، باراق در جنگ با سیسرا امیر حتیان پیروز شد. پس از این پیروزی سپاه دبوره بر حتیان، چهل سال صلح برقرار شد. دبوره در ستایش این پیروزی شعری سرود و ٱن را بر قبایل اسرائیل خواند؛ این شعر از قدیمی‌ترین قطعات ادبیات عهد عتیق است. بخشی از این سرود چنین است:

خداوند را به دلیری سروران اسرائیل و برای حاضر شدن مردم آن به اراده ستایش گویید. ای پادشاهان بشنوید و ای سروران گوش بسپارید؛ من خداوند را خواهم سرایید و یهوه را ستایش خواهم گفت. ای خداوند وقت بیرون آمدنت از سعیر و از صحرای ادوم زمین لرزیدن گرفت و آسمان تندخو گشت و ابرها باران افشانید. کوه‌ها در حضور یهوه فروریزد و صحرای سینا در حضور یهوه به لرزش افتد. در روزهای شمجر پسر عناث و یاعیل شاه‌راه‌ها واگذاشته شدند و رهگذران از راه‌های کج رفتند. در اسرائیل سروران نابود گشتند و داوری ایشان از میان رفت تا آن که من دبوره برخاستم و همچون مادر اسرائیل در میان شما پدیدار گشتم. ایشان خدایان جدید برگزیدند، آنگاه که در پیش دروازه‌ها جنگ بود، در میان چهل هزار اسرائیل سپر و نیزه‌ای به چشم نیامد. قلب من با سروران اسرائیل، و با آنان که از میان قوم به اراده حاضر شدند، خداوند را ستایش خواهد گفت. ای کسانی که بر خران سفید سوارید و در محکمه می‌نشینید و در راه رفتار می‌کنید؛ سرود را بسرایید. بسبب آواز کسانی که در جای کشیدن آب‌ها غنایم را تقسیم می‌کنند؛ در آنجا اعمال صادق یهوه را به سروران اسرائیل بیان می‌دارند، آنگاه که قوم به دروازه‌ها فرود آیند. بیدار شو، ای دبوره، بلکه آگاهانه سرودی بخوان. برخیز ای باراق پسر ابینعام و اسیران خود را ببند. آنگاه گفتم ای برجای‌ماندگان به زیر آیید، ای قوم به‌خلاف نیرومندان به زیر آیید. ای خداوند از برای من به خلاف شجاعان به زیر آی. از بنی‌افرایم که در عمالیق ریشه زدند و در پشت ایشان تو ای بنیامین با قوم‌هایت و سروران بنی‌ماکیر و از زبولون کسانی که تعلیمی سان بینی می‌کشیدند به زیر آمدند. با من که دبوره‌ام سروران یساکار و بنی‌یساکار چون باراق به‌پایش به دره روان گشتند، زیرا که در تقسیمات رئوبن تدبیرات قلوب بزرگ بود. چرا در میان آغل برای شنیدن نغمه شبابان نشستی. جلعاد به آن طرف اردن ساکن شد و دان در کشتی‌ها چرا ماند و اشیر به کنار دریا نشست و در بندرهایش قرار گرفت. زبولون و نفتالی قومی بودند که در مقام‌های بلند صحرا جان خویشتن را تا به مرگ به مقام خطر انداختند. پادشاهان آمده نبرد می‌کردند، آنگاه شاهان کنعان در تعناک نزد آب‌های مجده جنگ کردند اما پاره‌ای نقره نبردند. از آسمان جنگ کردند ستاره‌ها در منازل خودشان بر سیسرا جنگ‌افزار گرفتند. رود قشون بلکه رود قدیم رود قیشون ایشان را ربود، ای جان من تو شجاعان را پایمال کردی. آنگاه سم اسبان از جهندگی بلکه از جهندگی سواران ایشان شکسته شدند؛ و یاعیل زن حیبر قینی بود که از زنان چادرنشین است که برکت یافته. هنگامی که سیسرا آب خواست به وی شیر داد و در ظرف بزرگان ماست از برای او آورد. دست خود را به میخ دراز کرده، سیسرا را زده، سرش را کوفت و شقیقه‌اش را به میخ دوخت. 

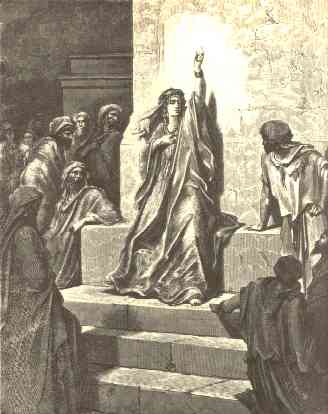
دبوره داور، گوستاو دور

دبوره همسر مردی به نام لبیدوث (به معنی مشعل) بود. مدت داوری دبوره چهل سال بود. او در تل قادش درگذشتو مقبره منسوب به او و باراق در نزدیکی همان شهر واقع است.